# Jens Rinke
Jens Rinke (født 16. april 1990) er en dansk målmand, der spiller for Kolding IF.

## Karriere
Han har tidligere spillet for FC Fredericia. Han skiftede i sommeren 2016 på fri transfer til Silkeborg IF efter senest at have spillet i SønderjyskE. Han skrev den 6. december samme år under på en halvårig forlængelse af kontrakten.
Han skiftede i slutningen i juli 2017 til Kolding IF.